# سوگارتوون (لوئیزیانا)
سوگارتوون (به انگلیسی: Sugartown) شهری در ایالت لوئیزیانا کشور ایالات متحده آمریکا است که جمعیت آن در سرشماری سال ۲۰۱۰ میلادی، ۵۴ نفر بوده‌است.

## نگارخانه

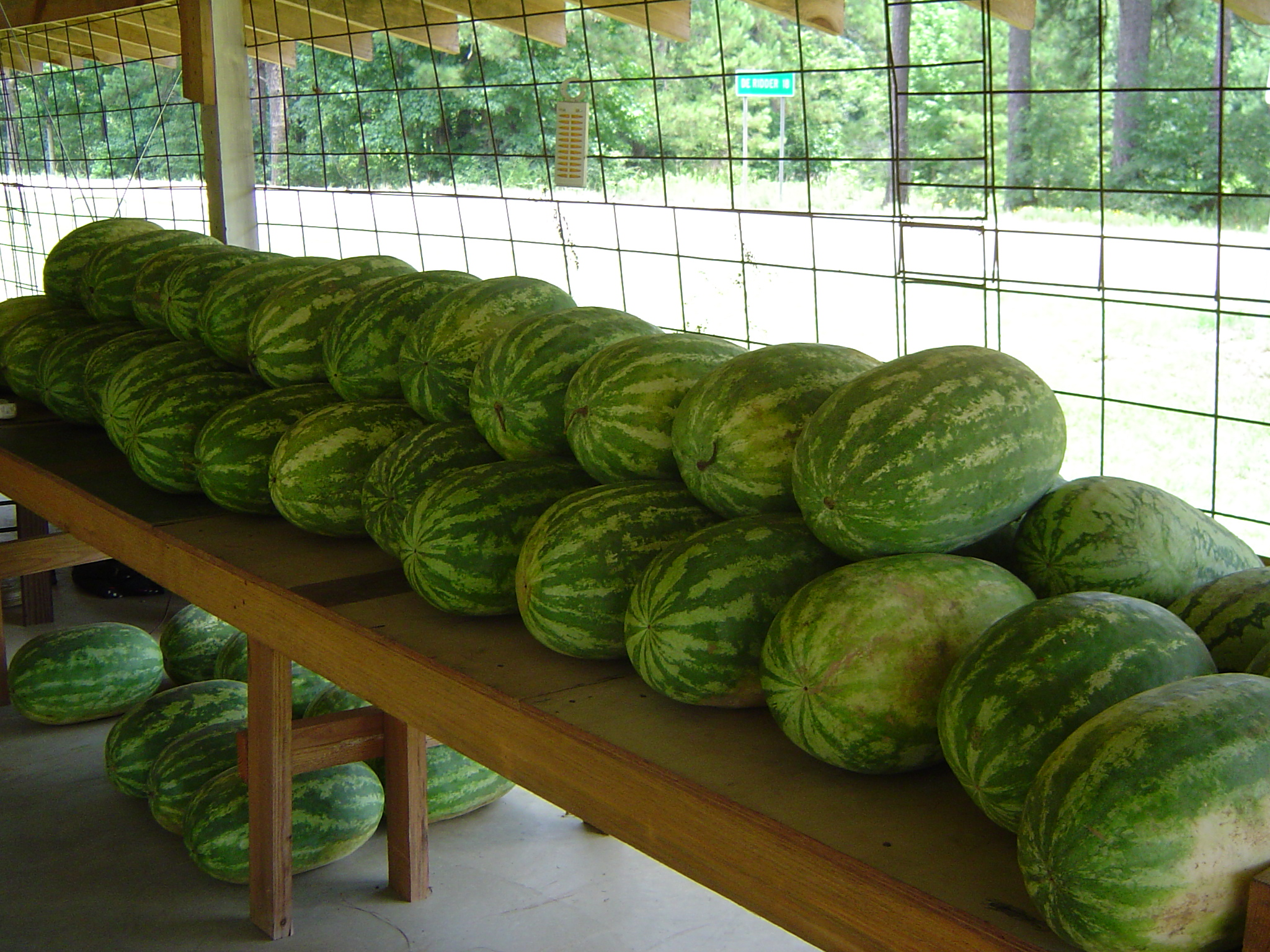
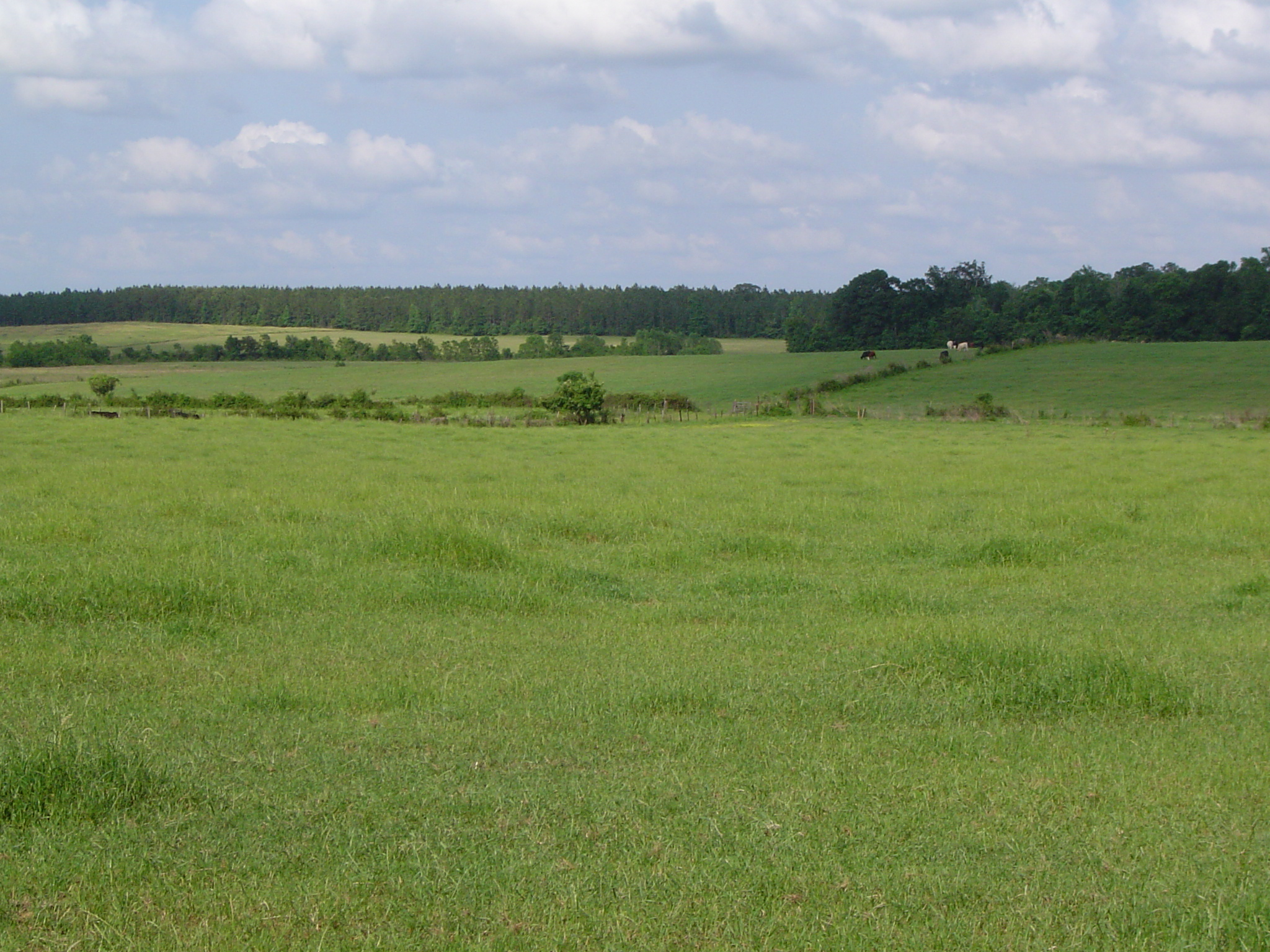
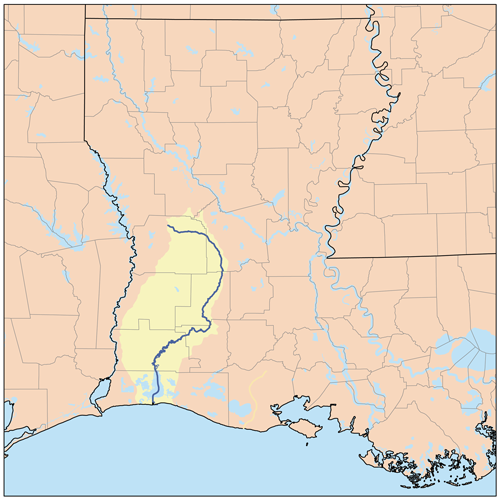